# Sativasur (ort)
Sativasur är en ort i Colombia.   Den ligger i departementet Boyacá, i den centrala delen av landet, 220 km nordost om huvudstaden Bogotá. Sativasur ligger 2 648 meter över havet och antalet invånare är 579.
Terrängen runt Sativasur är bergig åt sydost, men åt nordväst är den kuperad. Runt Sativasur är det ganska glesbefolkat, med 29 invånare per kvadratkilometer. Närmaste större samhälle är Socotá, 11,3 km sydost om Sativasur. Trakten runt Sativasur består i huvudsak av gräsmarker.